# Бутан
Бута́н (дзонг-кэ འབྲུག་ཡུལ་, вайли ʼbrug-yul, лат. zhuk yü [ʈuk̚˩.yː˩]), официальное название — Короле́вство Бута́н (дзонг-кэ འབྲུག་རྒྱལ་ཁབ་, вайли Druk Gyal Khap [ʈuk̚˩.yː˩.kʰɑ́p]), — государство в Южной Азии в Гималаях, расположенное между Индией и КНР. Самоназвание — Друк-Юл — «Страна Дракона».
На севере граничит с КНР, на западе — с индийским штатом Сикким, на востоке — со штатом Аруначал-Прадеш, на юге — со штатом Ассам, в котором ведётся многолетняя гражданская война, на юго-западе — с Западной Бенгалией.
Столица — город Тхимпху. Государственный язык — дзонг-кэ — один из сино-тибетских языков.
«Бутан» — также историческое название сопредельной территории в Индии в штате Западная Бенгалия с центром в Калимпонге. Эта территория была отторгнута англичанами от Бутана к 1780 году в результате конфликтов.
Бутан — член ООН (1971), МВФ (1981), МБРР (1981), Ассоциации регионального сотрудничества Южной Азии (СААРК; 1985), Инициативы стран Бенгальского залива по многостороннему техническому и экономическому сотрудничеству (БИМСТЕК; 1997), наблюдатель ВТО.

## Этимология
Название страны на государственном языке дзонг-кэ — Друк-Юл (дзонг-кэ འབྲུག་ཡུལ་, вайли ʼbrug-yul, лат. zhuk yü) «страна дракона» — очевидно, отражает известный у народов Востока древний культ дракона как божества воды и покровителя земледелия.
Название «Бутан» считают образовавшимся в результате сложения тибетских основ Bod + anta, где Bod — «Тибет», a anta — «конец, окраина», то есть «окраина Тибета». Это название в форме Bhutan усвоено языками хинди, непали, бенгали и употребляется как наименование собственно Тибета.

## История
Хотя, по археологическим данным, Бутан был населён ещё во 2 тысячелетии до н. э., письменных свидетельств о его древних временах почти нет. История страны известна преимущественно отрывками по причине того, что в 1827 году сгорела крупнейшая библиотека в тогдашней столице Бутана Пунакха. Исторические события теперь уже неотделимы от легенд. Судя по всему, буддизм проник в Бутан ещё во II веке; также король Тибета Сонгцен Гампо (627—649), по легендам, построил на территории Бутана два монастыря (Кийчу Лакханг в Паро и Джамбей Лакханг в Бумтанге), которые сохранились до сих пор и являются важнейшими местами паломничества. Хроники подробно описывают несколько посещений Бутана легендарным буддийским йогином Падмасамбхавой в VIII веке.
Позднее в Тибете начал править царь Ландарма (836—842), запретивший буддизм и жестоко преследовавший буддийских монахов. Спасаясь от преследований, многие монахи и учёные нашли прибежище в Бутане.
Бутанский буддизм Друкпа Кагью берёт начало от ламы Цангпа Гьяре Еше Дордже, основавшего на Тибете монастырь Друк («дракон») в городе Ралунг. Эта школа укрепилась на окраинах Тибета, в Ладаке и в Бутане. Большое влияние на развитие бутанского буддизма оказал также Пема Лингпа, представляющий школу Ньингма.
Тибетский монах и художник Нгаванг Намгьял (Шабдрунг) (1594—1651) стал королём в 1616 г.; он смог объединить Бутан и начал повсеместное строительство укреплённых крепостей (дзонгов), уступающих в обороноспособности разве что дворцу Потала в Лхасе. После смерти Шабдрунга Бутан погрузился в гражданскую войну, почти не прерывавшуюся в течение двухсот лет.
Как итог экспансии Бутан занял подходы к реке Брахмапутре в Ассаме и Бенгалии (дуары, или «двери»).
Во внутрибутанские конфликты нередко вмешивались англичане. Отношения Бутана с Англией были сложными; союзы между этими странами сменялись конфликтами. В конечном итоге Бутан утратил дуары и значительные площади на юге (так называемый Британский Бутан в штате Ассам в современной Индии со столицей в городе Калимпонг).
Снова объединить и укрепить Бутан смог король Угьен Вангчук, основавший в 1907 году новую династию (которая правит до сих пор). В прошлом Угьен Вангчук участвовал в совместных с англичанами операциях, а в 1910 году первый король новой династии заключил с Англией мир, признав сюзеренные отношения в обмен на полную автономию и невмешательство Англии во внутренние дела Бутана. С этого времени началась изоляция Бутана, в течение которой стране удалось избежать участия в двух мировых войнах.
После объявления независимости Индии в 1947 году Бутан тоже стал независимым, однако, из-за изоляции, он не был представлен в ООН и международных организациях и ошибочно рассматривался мировым сообществом как индийский доминион. Третьему королю новой династии Джигме Дорджи Вангчуку, вступившему на трон в 1952 году, пришлось бороться за вступление в ООН (которое состоялось в 1971 году) и доказывать свою юридическую независимость. Он также начал политику постепенной модернизации страны. Китайское вторжение в Тибет заставило Бутан заключить пакт с Индией по защите Бутана от китайского вторжения, и до сих пор безопасность Бутана обеспечивается индийскими войсками. Джигме Дорджи начал торговлю с другими государствами и способствовал развитию денежного обращения в стране.
Четвёртый король династии Джигме Сингье Вангчук вступил на трон в 1972 году и провёл ряд реформ. В Бутан стали допускаться в ограниченном количестве зарубежные журналисты и туристы. Король постарался обеспечить страну инфраструктурой (электричеством, телефонной и радиосвязью, дорогами), незначительно затрагивая окружающую среду. В 1998 году король передал исполнительную власть кабинету министров, обеспечив сменяемость и ротацию высших чиновников. В 2002 году в Бутане было создано национальное телевидение (до этого телевидение было запрещено). Благосостояние страны постепенно повышается, совершенствуется и модернизируется инфраструктура; тем не менее Бутан крепко держится традиций.
14 декабря 2006 года четвёртый король Бутана Джигме Сингье Вангчук (род. 1955) отрёкся от престола в пользу своего сына, Джигме Кхесар Намгьяла (род. 1980). Молодой король начал своё правление с демократизации своей страны, председательствуя на последних сессиях парламента, где обсуждались избирательные законы, земельная реформа и другие важные вопросы. Он заявил, что «бутанцы сами ответственны за обеспечение себя демократией». Он много путешествовал, разъяснял и обсуждал с народом проект Конституции Бутана и поощрял участие народа в предстоящих демократических «учениях». Он продолжает проводить такие визиты, выступая в основном для бутанской аудитории, с целью «стремиться» к повышению стандартов в образовании, бизнесе, государственной службе и необходимости для народа маленькой страны. Король подписал новый договор о дружбе с Индией в феврале 2007 года, заменив договор 1949 года. Многие правительственные инициативы были предприняты новым королём с целью укрепления системы в рамках подготовки к демократическим изменениям в 2008 году. Конституция Бутана была принята 18 июля 2008 года новоизбранным парламентом.

## География

### Топография
На северо-западе и севере территория Бутана окаймлена большими (Восточными) Гималаями. Более 50 % земель страны расположено выше 3 000 м, 20 % — покрыто ледниками и вечными снегами. С юга к Большим Гималаям прилегают Внутренние Гималаи — лабиринт меридиональных поперечных хребтов с широкими горными долинами, которые на юге переходят в плодородные равнины. В Бутане бывают землетрясения. С Гималаев на юг стекают порожистые и бурные реки — притоки Брахмапутры.
Бутан обладает крупными гидроэнергетическими ресурсами, а также значительными запасами полезных ископаемых — железной руды, меди, свинца, цинка, угля, мрамора и др.
Протяжённость границы с Китаем на севере и северо-западе составляет 470 км; протяжённость границы с Индией (со штатом Сикким на западе, Западной Бенгалией на юго-западе, Ассамом на юге и юго-востоке и Аруначал-Прадеш (прежде Северо-Восточное пограничное агентство) на востоке составляет 605 км. Индийский штат Сикким (территория шириной 88 км) отделяет Бутан от Непала, а индийский штат Западная Бенгалия — от Республики Бангладеш (причём расстояние от Бутана до Бангладеш — всего 60 км). Расстояние между восточной и западной границей Бутана — 300 км, между северной и южной — 170 км. Площадь государства — 38 394 км² (одна треть площади Непала).
В середине 1980-х годов приблизительно 70 % территории страны было покрыто лесами, 10 % — круглогодичным снегом и ледниками, почти 6 % — постоянно культивировалось или занималось населёнными пунктами, 3 % — временно культивировалось и 5 % — занималось лугами и пастбищами. Остальная территория — скалистая местность, на которой невозможно культивирование сельскохозяйственных растений. Первые британцы, побывавшие в Бутане, рассказывали: «Тёмные и узкие горные долины, вершины гор, затерянные в облаках, создают пейзаж исключительной роскоши и величественности». Территория страны — одна из самых труднопроходимых горных местностей мира, высота которой меняется от 160 до 7000 м над уровнем моря. Высочайшая точка Бутана — гора Кула-Кангри высотой 7554 м — находится на севере страны на границе с Китаем. Вторая высочайшая точка — Джомолхари высотой 7314 м — находится у долины Чумби. В стране насчитывается 19 горных пиков, превышающих высоту в 7000 м. На севере бутанско-китайской границы возвышаются заснеженные гималайские пики высотой более 7500 м, на вершинах которых властвует арктический климат. Вода горных рек, образовавшаяся в результате таяния ледников, и долины в этом регионе создают идеальные условия для крупного рогатого скота, разводимого редким местным населением. Чёрные горы в центральной части Бутана образуют естественный водораздел между двумя главными речными системами страны — Мо-Чу и Дрангме-Чу. Высота горных вершин Чёрных Гор — 1500—2700 м над уровнем моря, а бурные горные реки образовали горные ущелья.
Лес в центральной части Бутана — огромная ценность страны. Восточный Бутан разделён южными вершинами горной системы Донга. В западной части Бутана находятся плодородные культивируемые долины и водохранилища страны. Возвышенность Сивалик, Ю, или Чёрные Горы — предгорье Гималаев — покрыта лесами, аллювиальными речными долинами и горами высотой до 1500 м над уровнем моря. Возвышенность спускается к субтропическим равнинам «дуарам». Бо́льшая часть этой равнины лежит в Индии, но она проникает внутрь Бутана на 15 км. Равнины «дуары» в Бутане состоят из двух частей: северная часть — пересечённая местность с сухой пористой землёй и обильной растительностью, южная часть — плодородные земли, поросшие высокими травами и обширными джунглями. На равнине выращивается рис и другие зерновые культуры.
Важнейшие коммерческие центры страны — Пхунчхолинг, Гелепху и Самдруп-Джонгхар — находятся именно на равнинах «дуарах». Здесь обитают тигры, леопарды, слоны и другие животные.
- Ландшафты Бутана
- Высочайшая гора Бутана
- Альпийский ландшафт Гималаев
- Гималайская вершина
- Национальный парк Jigme Dorji
- Западный Бутан

### Климат
Климат и растительность в стране зависят от высоты местности.
Климат — муссонный горно-тропический и влажный во Внутренних Гималаях, холодный и высокогорный — в Больших Гималаях. Климат Бутана отличается в зависимости от высоты местности и, как и на большей части Азии, находится под влиянием муссонов, в период которых сильные дожди вызывают наводнения и эрозию. В западной части страны из-за муссонных ветров выпадает 60—80 % всех осадков страны. Температура в Тхимпху, находящемся на высоте 2 200 м над уровнем моря в западной части страны, в июне-сентябре составляет 15—26 °C, но в январе понижается до −4 °C, а иногда — и до −16 °C. Центральная часть страны — зона прохладного умеренного климата. На юге страны из-за жаркого, влажного климата круглогодичная температура составляет +15—30 °C, при этом температура летом в долинах достигает иногда +40 °C.
Годовой уровень осадков зависит от района. Так, в северной части Бутана в год выпадает только 40 мм осадков — в основном, в виде снега. В центральном районе с умеренным климатом годовой уровень осадков составляет около 1000 мм. На юге (в зоне субтропиков) выпадает до 7800 мм в год. С декабря по февраль — сухой зимний период, длящийся до марта, когда выпадает 20 мм осадков в месяц. В августе уровень осадков достигает 650 мм. Весна в Бутане длится с марта до середины апреля. Летние дни начинаются в середине апреля, когда редко случаются дожди. Сезон муссонных дождей с юго-запада — июль — сентябрь. Высокий уровень осадков на юге страны объясняется тем, что муссоны задерживаются Гималаями. Осень длится с конца сентября по конец октября-ноября. С ноября по март длится морозная и снежная зима (на высоте от 3000 м).
На равнинах растут вечнозелёные и тропические леса, выше — субтропические, от 1800 до 3500 м — смешанные и хвойные; далее — субальпийские (встречается национальный цветок — голубой мак), ещё выше — альпийские луга, а после 5500 м — вечные снега и ледники.

### Речные системы
В Бутане четыре главные речные системы: Дрангме, Санкош (или Пуна-Цанг), Ванг-Чу (или Чинчу) и Амо. Все они берут своё начало в Гималаях, а затем, протекая в южном направлении через долины «дуары», впадают в реку Брахмапутра, которая, в свою очередь, впадает в Ганг. Самая длинная речная система в Бутане — Дрангме, которая течёт в индийский штат Аруначал-Прадеш. В районе долин «дуаров», где сходятся все 8 притоков этой реки, Дрангме носит название Манас. 320-километровая река Пуна-Цанг (или Санкош) часто выходит из своих берегов, как и образовавшие её реки Мо и Пхо, в которых течёт вода, образовавшаяся из гималайского снега. Они текут в южном направлении к городу Пунакха, где соединяются, образуя реку Пуна-Цанг, которая, в свою очередь, течёт на юг в индийский штат Западная Бенгалия. Многочисленные притоки реки Ванг-Чу длиной 370 км берут начало в Тибете. Сама река Ванг-Чу течёт на юго-восток через западную часть Бутана и в дальнейшем проходит через «дуары». Здесь она течёт в индийский штат Западная Бенгалия. Самая маленькая речная система страны — Торса, известная как Амо в северной части, также берёт начало в Тибете и течёт в Индию.

### Ледники
Ледники в северном Бутане, которые занимают 10 % всей территории страны, являются важным источником воды в реках страны. Эти ледники содержат в себе миллионы тонн пресной воды и во время летнего таяния часто становятся бедствием для населения.

### Транспорт и коммуникации
Согласно официальной статистике[какой?], в королевстве 4007 километров дорог и 426 мостов. В 2003 году было зарегистрировано 25 000 транспортных средств.
Железных дорог в стране нет, но есть разработанный совместно с «Индийскими железными дорогами» план строительства железной дороги в южной части страны для включения Бутана в индийскую железнодорожную сеть. Планируется подвести три железнодорожных ветки к бутанским приграничным городам по индийской территории из штатов Ассам и Западная Бенгалия.
Единственный международный — аэропорт Паро (Paro (PBH)) (взлёт и посадка в котором считаются одними из наиболее сложных в мире) — находится в одноимённом городе. Около Трашиганга на востоке страны открыт местный аэропорт. Разрабатывается система малых аэропортов по всей стране.

## Административное деление
Бутан разделён на четыре дзонгдэя (англ. dzongdey), в состав которых входят 20 дзонгхагов (дзонг-кэ རྫོ་ཁག། , англ. dzongkhag). Каждый дзонгхаг, в свою очередь, делится на гевоги (англ. gewog), которые иногда объединены в дунгхаги (англ. dungkhag).
| 1. Бумтанг 2. Чукха 3. Дагана 4. Гаса 5. Хаа 6. Лхунце 7. Монгар 8. Паро 9. Пемагацел 10. Пунакха | 1. Самдруп-Джонгхар 2. Самце 3. Сарпанг 4. Тхимпху 5. Трашиганг 6. Трашиянгце 7. Тонгса 8. Циранг 9. Вангди-Пходранг 10. Жемганг |

В 1988 году дзонгхаги Бутана были объединены в четыре дзонгдэя для создания промежуточного звена управления между дзонгхагами и государством.
| Дзонгдэй (зона) | Административный центр | Площадь, км² | Численность населения, (2005) чел. | Плотность населения, чел./км² | Количество дзонгхагов |
| --------------- | ---------------------- | ------------ | ---------------------------------- | ----------------------------- | --------------------- |
| Западный        | Тхимпху                | 8 345        | 28 1244                            | 33,70                         | 5                     |
| Центральный     | Дампху                 | 11 023       | 88 855                             | 8,06                          | 5                     |
| Южный           | Гелепху                | 8 499        | 89 720                             | 10,56                         | 4                     |
| Восточный       | Монгар                 | 10 949       | 175 163                            | 16                            | 6                     |
| Бутан, всего    | Тхимпху                | 38 816       | 634 982                            | 16,36                         | 20                    |

## Политика

### Государственное устройство
Согласно статье первой Конституции Бутана, верховная власть принадлежит народу, а формой правления является «демократическая конституционная монархия». Конституция объявлена высшим законом, а функции конституционного суда закреплены за Верховным судом Бутана. Декларировано разделение исполнительной, законодательной и судебной власти.
Главой государства и Верховным главнокомандующим является Король Бутана.
Законодательная власть принадлежит Парламенту Бутана, состоит из Короля Бутана, Национального совета Бутана и Национальной ассамблеи Бутана.
Судебная власть в Бутане возложена на Королевские суды в составе Верховного суда, Высшего суда, Судов дзонгхагов, Судов дунгхагов, а также судов и трибуналов, которые могут быть временно учреждены Королём по рекомендации Национальной судебной комиссии.

### Коронация
В Бутане был коронован пятый король Джигме Кхесар Намгьял Вангчук. Об этом 6 ноября 2008 года сообщил департамент информации и прессы бутанского правительства.
Переход Бутана от абсолютной монархии к конституционной был инициирован Джигме Сингье Вангчуком и завершился в 2008 году всенародным избранием депутатов парламента, которые получили широкие полномочия по формированию правительства. Молодой король ждал коронации два года.
Церемония прошла в Тронном зале столичного дворца, который превращён из королевской резиденции в дом правительства.
Четвёртый король Бутана под удары гонга передал своему сыну корону. Затем королю вручили традиционный шарф, который имеет символическое значение.
13 октября 2011 года король Бутана Джигме Кхесар Намгьял Вангчук женился на Джецун Пема.

### Правительство
Королевское правительство Бутана до 1999 года было под руководством короля Бутана. В качестве важного шага в сторону демократизации король в 1999 году распустил существующий кабинет министров и отошёл от руководства правительством. Были назначены шесть новых министров, которых утвердила Национальная ассамблея. Из этой группы министров голосованием в Национальной ассамблее был выбран председатель (впоследствии премьер-министр).
В настоящее время правительство состоит из 10 министров, которых называют льонпо, и они носят оранжевый церемониальный шарф кабни. Премьер-министр избирается поочерёдно из числа членов правительства сроком на один год.

### Первые выборы в Бутане
В королевстве Бутан 24 марта 2008 г. начались первые в истории выборы в нижнюю палату парламента, открылись избирательные участки.
В 2007 году король Бутана Джигме Сингье Вангчук добровольно передал бразды правления своему сыну, получившему образование на Западе, и Бутан начал переход к демократии. Весной 2007 года в стране прошли «тренировочные» выборы, направленные на то, чтобы наглядно продемонстрировать бутанцам избирательный процесс.
На них жители королевства почти поголовно поддержали монархию. Таким образом, если бы выборы проходили на самом деле, то партия «Жёлтого огнедышащего дракона», который олицетворяет собой самодержавие, получила бы 46 из 47 мест в парламенте.
Согласно Economist Intelligence Unit, страна в 2018 была классифицирована по индексу демократии как гибридный режим.

### Внутренняя политика
С 17 декабря 2004 года в Бутане введён полный запрет на продажу и употребление табака. Сигареты нельзя ввозить в пределы страны. В 18 из 20 дзонгхагов этот запрет действовал и раньше. Штраф за курение составляет 175 евро. Кроме того, введён налог в 100 %, которым облагаются все табачные изделия, ввозимые в Бутан его гражданами для личного употребления. На иностранных туристов, дипломатов и сотрудников неправительственных организаций запрет не распространяется, но предусмотрено суровое наказание для иностранцев, которые будут продавать табак местным жителям. Запрет на курение в общественных местах впервые был введён ещё в середине XVII века основателем современного государства.
Общепринятое понятие валового внутреннего продукта заменено в Бутане более уместным индикатором — «валовым национальным счастьем». Это одно из нескольких государств (наряду с ОАЭ), в котором существует Министерство счастья. Таким образом, счастье поставлено во главу угла национальной политики.

### Внешняя политика
Бутан начал свою международную деятельность в 1962 году, когда присоединился к Плану Коломбо. В 1969 году Бутан присоединился к специализированной организации ООН — Всемирному почтовому союзу (см. История почты и почтовых марок Бутана). 21 сентября 1971 года вступил в ООН (решение было принято на 26 сессии Генеральной Ассамблеи ООН (на 1934-м пленарном заседании) на основании Резолюции Совета Безопасности ООН № 292 о приёме Бутана в ООН), хотя и не имел дипломатических отношений ни с одним из государств-членов Совета Безопасности ООН. В 1981 году Бутан стал членом МВФ и Всемирного банка, в 1982 — ВОЗ и ЮНЕСКО, в 1985 — СААРК. В настоящее время Бутан является членом 45 международных организаций.
Бутан поддерживает дипломатические отношения с Российской Федерацией через посольство России, расположенное в Нью-Дели. Королевство Бутан располагает всего шестью посольствами по всему миру: в Бангладеш, Кувейте, Таиланде, Швейцарии, США и Индии.

## Вооружённые силы
Вооружённые силы Бутана состоят из Королевской Бутанской армии, Королевских телохранителей, ополчения и Королевской Бутанской полиции. Так как Бутан не имеет выхода к морю, то у него нет военно-морского флота. Отсутствуют у Бутана и ВВС, хотя Королевская Бутанская армия и имеет небольшие авиационные подразделения, которые не предназначены для боя и выполняют лишь транспортные функции. Подготовку войск, снабжение и ПВО Бутана осуществляет Индия.
Королевская Бутанская армия (КБА) — это часть Вооружённых сил Бутана, отвечающая (согласно ст. 27 Конституции Бутана) за поддержание территориальной целостности страны и защиту государственного суверенитета в случае внешних угроз. Главнокомандующим КБА является Король Бутана.
Принято (хотя и не является обязательным), чтобы в армии служил один сын из каждой бутанской семьи. В случае необходимости может собираться народное ополчение.
Короле́вская Бута́нская поли́ция (КБП) является независимым подразделением Королевской Бутанской армии, отвечающим за поддержание законности и правопорядка и профилактику преступности. Начальником полиции является Макси Гом (полковник) Кипчу Намгьел.
Королевские телохранители Бутана — независимое подразделение Королевской Бутанской армии, отвечающее за охрану короля и членов его семьи; наиболее подготовленное и лучше всего вооружённое подразделение армии. Численность — более тысячи человек.
Свой высокий уровень подготовленности Королевские телохранители доказали в 2003 году во время разгрома лагерей ассамских сепаратистов. Телохранители шли в первых рядах атакующих, но не понесли никаких потерь; не пострадал и лично участвовавший в боях король Джигме Сингье Вангчук.

## Экономика
Бутан — развивающееся аграрное государство. Основу экономики страны составляют лесное и сельское хозяйство, туризм, продажа почтовых марок.
В небольших шахтах на юге добывают гипс, известняк, доломиты, уголь, мрамор, сланец. Развиты лесозаготовительная, деревообрабатывающая, цементная и пищевая промышленности. На территории страны выращиваются рис, кукуруза, корнеплоды, цитрусовые, фуражные культуры, сорго, грибы. В Бутане имеется молочное животноводство, птицеводство; на обширных горных пастбищах — отгонное скотоводство: разведение яков, коз и цзо (помесь яков с коровами). В долинах жители занимаются садоводством. Кустарные промыслы: изготовление буддистских ритуальных изделий из латуни, бамбука, шерстяных и хлопчатобумажных тканей, ковров, чеканка по серебру и меди, резьба по дереву.
Основные статьи экспорта: электроэнергия (в Индию), кардамон, гипс, цемент, древесина, яблоки, грибы, фрукты, драгоценные камни, пряности.
Во многих отраслях общественного сектора — от дорожного строительства до образования — приходится использовать индийскую рабочую силу. Большинство населения живёт сельским хозяйством; из-за крутых горных склонов культивируется лишь малая площадь земель. Промышленность почти отсутствует. Мало природных ресурсов.
Для более чем 80 % населения сельское и лесное хозяйство является главным источником доходов. Кроме того, правительство активно заботится об окружающей среде (половина территории Бутана объявлена национальными парками, в которых, например, запрещена охота), по этой причине развитие промышленности не входит в планы бутанских властей. В королевстве почти полностью отсутствуют крупные промышленные предприятия. Есть несколько предприятий деревообрабатывающей и пищевой промышленности (в том числе по лицензии выпускается Кока-кола). Главным экспортным товаром является экологический рис, фрукты и электроэнергия, вырабатываемая гидроэлектростанциями.
Почти вся внешняя торговля Бутана направлена на Индию, причём в 2000-е годы доля Нью-Дели росла: если в 2005 году на Индию приходилось 69,3 % экспорта и 75,3 % импорта, то в 2010 году эти показатели составили 82,4 % и 75,1 %. Торговых отношений с Китаем практически нет несмотря на то, что Бутан граничит с Тибетом. Первое место в экономике страны занимает гидроэнергетика. Основной доход составляет экспорт электроэнергии в соседнюю Индию, а доход от экспорта сельхозпродукции стоит лишь на втором месте.
Денежная единица — нгултрум. Курс привязан к индийской рупии, которая также объявлена законным платёжным средством на всей территории Бутана. По курсу на 30 марта 2023 года 1 доллар США стоил 82,24 нгултрума, 1 рубль — 1,07 нгултрума. Инфляция в 2019 году составила 2,8 %. Налогом облагаются только доходы более 100 000 нгултрумов в год. ВВП Бутана в 2020 году составлял 2,9 миллиарда долларов.
Правительство Бутана официально не рассматривает ВВП как мерило развития экономики, а ориентируется на показатель валового национального счастья. Валовое национальное счастье рассматривается как ключевой элемент строительства экономики, которая бы согласовывалась с буддистскими духовными ценностями. Несмотря ни на что, правительство страны относится к данному показателю вполне прагматично: несколько раз в Бутане проводились международные конференции, на которые были приглашены многие западные экономисты (включая нобелевских лауреатов по экономике), с целью выработки методик расчёта ВНС на основе сочетания экономической ситуации в стране и удовлетворённости жизнью населения.
В Бутане почти полностью отсутствует коррупция. В рейтинге Transparency International 2006 года Бутан занял 32 место в мире по уровню коррупции, уступая в Азии лишь Сингапуру, Гонконгу, Макао и ОАЭ.

### Туризм
Туризм занимает третье место по важности в экономике Бутана.
Его история началась в 1974 году, когда правительство Бутана, в целях повышения доходов населения, а также чтобы показать уникальную культуру и традиции страны внешнему миру, открыло её для иностранцев. До этого попасть в страну можно было только по личному приглашению короля или королевы.
Важнейшими центрами туризма являются столица Бутана Тхимпху, город Паро на западе страны, недалеко от Индии. Главной туристической достопримечательностью страны является монастырь Таксанг-лакханг.
Основным авиаперевозчиком, которому разрешены полёты в Бутан, является «Druk Air». Кроме него лицензию на осуществление полётов в Паро имеет непальская авиакомпания «Buddha Air».

### Криптовалюта
С 2022 года Бутан использует криптовалюту, в частности Биткойн, в качестве стратегического экономического ресурса. Правительство начало майнить криптовалюту, столкнувшись со снижением доходов от туризма, безработицей среди молодёжи (которая достигла 19 % в 2024 году) и растущей утечкой мозгов. Энергию для майнинга получают с помочью гидроэлектростанций, расположенных на горных реках. По состоянию на июль 2025 года блокчейн-аналитики оценивают запасы Биткойна у Бутана в более чем 1,3 миллиарда долларов. Также у Бутана есть 1,6 миллиона долларов в Ethereum и около тысячи долларов в других криптовалютах. Таким образом, стоимость всех криптоактивов составила почти половину ВВП государства. В 2023 году Бутан продал криптовалюту на 100 миллионов долларов, что позволило удвоить зарплаты государственных служащих, что привело к сокращению числа увольнений.

## Население
По данным последней переписи, проведённой в 2005 году, население Бутана составляло 672 425 человек. В то же время вопрос о численности населения страны весьма спорен, так как данные правительственной переписи кардинально расходятся с оценками ООН и ЦРУ, считающими, что в стране проживает по крайней мере в три раза больше людей. Впрочем, ни ООН, ни ЦРУ не могут предоставить описание методологии оценки численности населения в королевстве. На официальном портале правительства Бутана приведена информация 2004 года, по которой население Бутана составляло 752 700 человек. По оценкам международных организаций плотность населения составляет 45 человек на км². Если рассчитать плотность согласно официальной статистике, получится, что на каждый квадратный километр приходится примерно 14 жителей. Такой расчёт автоматически поставит страну по плотности населения на один уровень с Аргентиной или Суданом (примерно на 195 место). Рост населения — 2,11 % в год. Согласно официальной переписи, население страны скорее убывает, нежели увеличивается.
Городское население — 21 %, сельское население — 79 %.
Бхотия — основная этническая группа Бутана, составляющая половину населения.
Друкпа — скотоводы, живущие на высоте от 3500 м. Друкпа пасут стада яков и обменивают ячье молоко, сыр, шерсть и мясо на товары, производимые в средней полосе.
В Бутане сосредоточено также незначительное число тибетских беженцев. На сегодняшний день их количество оценивается как 1 250 человек.

### Языки
В Бутане насчитывается 25 языков; все они относятся к сино-тибетской семье, кроме непали, относящегося к индоевропейской семье, и языка курух, относящегося к дравидийской семье. Официальным языком в стране является дзонг-кэ, записываемый тибетским письмом.
Бхотия говорят на различных сино-тибетских диалектах, непальцы — соответственно, на диалектах непали. На западе страны преобладает язык дзонг-кэ, на востоке — множество восточнобутанских языков, по поводу которых не существует чёткой классификации; основные из них — цангла, дзала-кха, кхенг-кха, бумтанг-кха.
Кроме того, насчитывается около 10 языков, на которых говорят различные иммигрантские группы в Бутане. Из них наиболее широко представлен ассамский язык — на нём говорят около 109 тысяч иммигрантов. В число остальных входят: бантава (19 200), восточный магар (21 300), восточный таманг, хинди (31 900), лимбу (63 500), сантали (13 600), западный гурунг (43 300).

### Религия
Школа Друкпа Кагью тибетского буддизма как официальная религия охватывает 70 % населения страны. В Бутане также распространены буддийская школа Ньингма и религия бон, преимущественно в восточной части страны. На юге страны распространён индуизм (25 % населения), 5 % бутанцев исповедуют ислам.
Этнические нгалопы, потомки тибетских иммигрантов, составляют большинство населения западной и центральной частей страны и в основном следуют школе Друкпа Кагью, следуя линии передачи от Пемы Карпо и Шабдрунга. Школа Ньингма более распространена в восточном и центральном Бутане, её представляет в первую очередь Пема Лингпа.
Этнические шарчопы, возможные потомки первоначального населения Бутана, живут на востоке. Некоторые шарчопы практикуют буддизм, объединённый с элементами традиции бон, в то время как остальные практикуют анимизм и индуизм.
Правительство поддерживает монастыри обеих традиций буддизма — и Друкпа Кагью и Ньингма. Царский род Бутана практикует сочетание этих двух течений и многие жители страны верят в концепцию «Каньин-Шунгдрел», что значит «Кагью и Ньингма одно и то же». Глубоко почитается Падмасамбхава.
Индусы, живущие в основном на юге Бутана, исповедуют шиваизм, вишнуизм, шактизм, ганапати и другие течения. Индуистские храмы существуют в Тхимпху и южных районах страны.
Бон, анимистическая и шаманистская система верований, вращается вокруг культа природы и предшествовала буддизму. Хотя жрецы религии бон часто участвуют в буддийских праздниках и даже включают в них ритуалы своей традиции, тем не менее очень мало жителей полностью придерживается этой религиозной системы. Наиболее распространён бон в восточном Бутане.
По разным данным, в стране проживает от 9 до 19 тыс. христиан. Крупнейшими христианскими конфессиями страны являются пятидесятники и харизматы (5 тыс. в 2001 году). В Бутане также действуют общины евангельских христиан, католиков, лютеран и приходы Церкви Северной Индии. Христиане присутствуют на всей территории Бутана, однако большинство из них сосредоточено в крупных городах и на юге страны, вдоль границы с Индией. Христианские семьи и отдельные верующие проводят свои обряды дома.

## Культура
Современная культура Бутана уходит своими корнями в древность. Окружённый Гималаями, он, благодаря своей географической изолированности, был защищён от внешних культурных влияний. Эта малонаселённая страна, граничащая с Индией на юге и Китаем на севере, долго придерживалась политики полной изоляции — как культурной, так и экономической — чтобы сохранить своё культурное наследие и независимость. Только в последние десятилетия XX века иностранцам стало разрешено посещать страну, хотя и в ограниченном количестве. Таким образом, Бутан сумел сохранить многие стороны своей традиционной культуры.

### Искусство
Искусство Бутана схоже с тибетским искусством. Оба основываются на тибетском буддизме, с его пантеоном различных божественных существ.
Главные направления буддизма в Бутане — это Друкпа Кагью и Ньингма. Первое является ветвью школы Кагью и известно картинами, запечатлевшими поколения буддийских учителей и 70-ти Дже Кхенпо. Направление Ньингма известно изображениями Падмасамбхавы, которое связывается с введением буддизма в Бутане в VII веке. Согласно легенде, Падмасамбхава спрятал священные сокровища, чтобы будущие мастера буддизма нашли их. Искатели сокровищ (тертоны) часто встречаются в качестве героев искусства Ньингмы.
Каждому божественному существу отведены особые формы, цвета, а также предметы, служащие в качестве опознавательных знаков этих существ: лотос, раковина, молния, чаша для милостыни. Все эти священные изображения сделаны согласно строгим канонам, остававшимся неизменными целые столетия.
Искусство Бутана особенно богато на бронзовые изделия разных видов, которые известны под общим названием Кхам-со («сделанные в Каме»).

### Одежда
Все граждане Бутана обязаны по закону соблюдать народную форму одежды, известную как Дриглам Намжа, пока находятся в общественных местах в светлое время суток. Требования в некоторых округах (дзонгхагах) являются более строгими, чем в остальных.
Мужчины носят гхо, или тяжёлый халат длиной до колен, который подпоясывают. Женщины носят красочные блузки, поверх которых надевают большой прямоугольный кусок ткани, называемый кира. Поверх кира может носиться короткий шёлковый жакет, или тего. Повседневные гхо и кира делаются из хлопка или шерсти, в зависимости от времени года, и украшаются простыми узорами в виде полос и клеток. В специальных случаях и по праздникам могут носиться ярко окрашенные шёлковые кира и — гораздо реже — гхо. Дополнительные ограничения возникают при посещении дзонга или храма, а также при визите к высокопоставленному чиновнику. Мужчины из простых слоёв населения носят белый шарф (кабни), свисающий с левого плеча до правого бёдра. Цвет кабни, носимого также и другими представителями мужского населения Бутана, вообще зависит от ранга носителя. Женщины носят раху, или узкие вышитые куски ткани, переброшенные через левое плечо. Эти правила встречают некоторое сопротивление со стороны этнических непальцев, живущих вдоль границы с Индией и не желающих носить одежду другой культуры.

### Кухня
В основе бутанской кухни — рис, овощи и много острого перца (с недавнего времени — кукуруза). В холодное время года в бутанской кухне используется больше мяса. Изготавливается домашний сыр с плесенью.
Среди популярных местных напитков стоит отметить маслянистый чай Черингма, рисовое пиво и домашние настойки (ара), напоминающие иногда рисовую водку, а иногда — виски.

### Праздники
В основном в Бутане широко отмечаются религиозные буддистские праздники, знаменательные даты и государственные праздники (коронация первого Друк Гуалпо, День независимости), а также различные фестивали.

### Образование
Образование по типу западного стал вводить Первый король Бутана Угьен Вангчук (1907—1926). До 1950 года существовали только две светские школы в Хаа и в Бумтанге, в основном образованием заведовали буддийские монастыри. После 1950 года стали появляться светские школы — как в частном порядке, так и спонсируемые государством. На конец пятидесятых годов насчитывалось 29 начальных государственных школ и тридцать частных, в которых училось 2500 детей. Среднее образование можно было получить только в Индии.
В настоящее время базовое обучение определяется как 10 лет, а полное обучение занимает 13 лет: год подготовительного класса (PP), 6 лет начальной школы (PS), 2 года средней школы младшего уровня (LSS) и 2 года средней школы среднего уровня (MSS) и 2 года в средней школе старшего уровня (HSS). Начало обучения — в шесть лет. После 8, 10 и 12 класса сдаются экзамены. Статистика показывает, что 87 % окончивших начальную школу идут дальше учиться в среднюю. 95 % поступивших в среднюю школы её заканчивает, получив базовое образование. 40 % учеников, показавших высокую успеваемость, попадают в старшую среднюю школу, ещё 25 % продолжают обучение в частной старшей средней школе. После окончания старшей школы ученики, показавшие лучшую успеваемость, продолжают учиться за границей.
Школьное образование в Бутане бесплатно, однако родители несут небольшие расходы по благоустройству школы, покупке формы, проезду. Иногда родители вынуждены забирать детей из школы по экономическим соображениям.
По состоянию на 2008 год (согласно официальной странице Министерства образования Бутана) в Бутане имеется:
- 266 общественных начальных школ (CPS);
- 94 начальные школы (PS);
- 91 средняя школа младшего уровня (LSS);
- 45 средних школ среднего уровня (MSS);
- 32 средние школы старшего уровня (HSS).

Помимо этого существуют частные школы, которые обязаны соответствовать требованиям министерства образования. Всего в стране более 500 школ.
На 2004 год начальное образование получали 84,3 % детей, в том году в школах училось 136 000 человек, охват школами при этом постоянно рос. На одного учителя приходился в среднем 31 ученик.

### Архитектура
Архитектура, как и всё искусство Бутана, формировалось и совершенствовалось под заметным влиянием тибетского буддизма.
Наиболее распространённым видом культовых сооружений является дзонг.
Дзонги появились в 17 веке, представляют собой каменные монастыри-крепости. Во внутренней части дзонга имеется квадратный или прямоугольный двор с 3-ярусной башней, вокруг двора расположены храмы и административные здания. В качестве примеров можно привести Другьел-дзонг в городе Паро, Пунакха-дзонг в городе Пунакха. Отделка храмовых построек лаконична, для неё характерны полосы, выполненные красной краской и орнаменты из золота вокруг дверных порталов и на краях стен.
Дзонги используются как военные укрепления, монастыри, университеты, центры управления и культурные центры. В дзонгах проводятся ежегодные религиозные праздники цечу.
Для гражданской архитектуры Бутана характерны национальные традиции, заметные в застройке города Тхимпху.

### СМИ
До 2006 года в стране издавалась единственная правительственная газета — Kuensel. «Куенсел» выходит с периодичностью два раза в неделю на трёх официальных языках: дзонг-кэ, английском и непали. В апреле 2006 государство разрешило издать первую частную газету в стране Bhutan Times. 30 октября 2008 года выпущена первая в стране ежедневная газета — Bhutan Today.
В 1973 году на коротких волнах начала радиовещание Радиовещательная служба Бутана. В столице вещание ведётся на FM-частотах. Бутан оказался последней на планете страной, начавшей телевещание (это произошло только в 1999 году). Вскоре после этого в стране появилось и кабельное телевидение (как часть королевской программы модернизации), до этого бутанцы довольствовались частными видеозалами.
В Бутане 109 почтовых отделений, около 15 000 интернет-пользователей, 33 729 телефонных абонентов (официальные данные 2003 года) и 23 000 абонентов мобильной связи.

### На русском языке
- Бутан, государство в Азии // Энциклопедический словарь Брокгауза и Ефрона : в 86 т. (82 т. и 4 доп.). — СПб., 1890—1907.
- Мишель Пессель. Путешествие в Мустанг и Бутан. — Вильнюс: Вага, 1982.
- Бутан // Правовые системы стран мира: Энцикл. справочник / Под ред. А. Я. Сухарева. — М: НОРМА, 2003. — С. 126—128.
- Поспелов Е. М. Географические названия мира. Топонимический словарь / отв. ред. Р. А. Агеева. — 2-е изд., стереотип. — М.: Русские словари, Астрель, АСТ, 2002. — 512 с. — 3000 экз. — ISBN 5-17-001389-2.

### На других языках
- Gisela Bonn. Bhutan. Kunst und Kultur in Reich der Drachen. DuMont Kunst Reiseführer. DuMont, Köln, 1988. (нем.).
- Aris M. Bhutan. The early History of a Himalaya Kingdom, Washington 1979. (англ.).
- Aris M. View of Medieval Bhutan. The diary and drawing of Samuel Davis 1783. London/Washington 1982. (англ.).
- Stan Armington, Bhutan. Lonely Planet travel guide. (англ.).

### Бутанские источники на английском
- Бутан в каталоге ссылок Curlie (dmoz)
- Портал правительства Бутана Архивная копия от 30 декабря 2005 на Wayback Machine
- Официальная страницы департамента туризма Архивная копия от 11 декабря 2004 на Wayback Machine
- Газета Kuensel с хроникой текущих событий Бутана Архивная копия от 22 марта 2022 на Wayback Machine

### На русском языке
- Бутан в каталоге ссылок Curlie (dmoz)
- Бутан — Королевство счастья Архивная копия от 29 января 2016 на Wayback Machine. Русскоязычный сайт Департамента по туризму Бутана.
- Путешествие в Бутан в 1995 году и очерк Бутана Архивная копия от 11 августа 2011 на Wayback Machine
- Русскоязычный блог о Бутане американского адвоката Луиса О’Нила на сайте «Эхо Москвы» Архивная копия от 13 июля 2020 на Wayback Machine.